# مطار هوامبو
مطار هوامبو (بالبرتغالية؛ ): (إيكاو: FNNL) هو مطار يقع في مقاطعة هوامبو، أنغولا..

## وصلات خارجية
- "FNNL @ aerobaticsweb.org". Landings.com. مؤرشف من الأصل في 2018-10-15.